# Campeonato Europeu de Hóquei em Patins Masculino de 1931
O Campeonato Europeu de 1931 foi a 6.ª edição do Campeonato Europeu de Hóquei em Patins. Esta competição é organizada pelo CERH.

## Participantes
| Países     | Participação | Melhor Resultado                        |
| Inglaterra | 6.ª          | Campeão (1926, 1927, 1928, 1929 e 1930) |
| França     | 6.ª          | 2.º Lugar (1926, 1927, 1928 e 1930)     |
| Alemanha   | 6.ª          | 3.º Lugar (1926, 1928 e 1930)           |
| Suíça      | 6.ª          | 3.º Lugar (1927)                        |
| Bélgica    | 6.ª          | 5.º Lugar (1926, 1928 e 1930)           |
| Portugal   | 2.ª          | 6.º Lugar (1930)                        |
| Itália     | 5.ª          | 2.º Lugar (1929)                        |
| ---------- | ------------ | --------------------------------------- |

## Resultados
|            | Inglaterra | França | Suíça | Reino de Itália | Alemanha | Portugal | Bélgica |
| ---------- | ---------- | ------ | ----- | --------------- | -------- | -------- | ------- |
| Inglaterra |            | 3-0    | 11-1  | 2-1             | 10-1     | 4-0      | 10-0    |
| França     |            |        | 2-2   | 5-3             | 8-1      | 7-1      | 9-1     |
| Suíça      |            |        |       | 2-2             | 4-1      | 4-0      | 5-0     |
| Itália     |            |        |       |                 | 3-2      | 1-1      | 4-2     |
| Alemanha   |            |        |       |                 |          | 5-3      | 7-2     |
| Portugal   |            |        |       |                 |          |          | 2-1     |
| Bélgica    |            |        |       |                 |          |          |         |

## Classificação final
| Lugar | Seleção    | J | V | E | D | P  | GM | GS | Dif. |
| ----- | ---------- | - | - | - | - | -- | -- | -- | ---- |
|       | Inglaterra | 6 | 6 | 0 | 0 | 12 | 40 | 3  | +37  |
|       | França     | 6 | 4 | 1 | 1 | 9  | 31 | 11 | +20  |
|       | Suíça      | 6 | 3 | 2 | 1 | 8  | 18 | 16 | +2   |
| 4     | Itália     | 6 | 2 | 2 | 2 | 6  | 14 | 14 | 0    |
| 5     | Alemanha   | 6 | 2 | 0 | 4 | 4  | 17 | 30 | -13  |
| 6     | Portugal   | 6 | 1 | 1 | 4 | 3  | 7  | 22 | -15  |
| 7     | Bélgica    | 6 | 0 | 0 | 6 | 0  | 6  | 37 | -31  |

| Campeões Europeus 1931 |
| ---------------------- |
| Inglaterra             |
| INGLATERRA 6.º Título  |